# Лоосер Сальемберг, Гуальтерио
Гуальтерио Лоосер Сальемберг (исп. Gualterio Looser Schallemberg; 4 сентября 1898, Сантьяго — 22 июля 1982) — чилийский ботаник швейцарского происхождения.
Был владельцем мастерской по производству сельскохозяйственного оборудования. С 1923 по 1931 год работал в чилийском Национальном музее естественной истории. В 1928 году вступил в Американское общество папоротников и начал публиковать статьи о папоротниках Чили. Перевёл на испанский язык монографию «Основные аспекты распространения растений в Чили» Карла Фридриха Райхе (1934), она была опубликована под названием Geografía Botánica de Chile («Ботаническая география Чили»). Собрал коллекцию растений, включающую около 8000 образцов (передана Ботаническому саду Женевы).

## Растения, описанные Лоосером
- Blechnum mochaenum  G.Kunkel var. fernandezianum(Looser)de la Sota [syn.  Blechnum blechnoides (Bory)Keyserl. var.fernandezianum Looserbasionym]
- Denstaedtia glauca  (Cav.)C.Chr. ex Looser [syn.  Davallia glauca Cav.basionym]
- Ochagavia carnea  (Beer) L.B.Sm. et Looser [syn.  Bromelia carnea  Beerbasionym]
- Cryptocarya alba  (Molina)Looser

## Некоторые работы
- 1928. Botánica miscelánea. Revista Univ. (Santiago) 13, 523
- 1934. Geografía Botánica de Chile перевод Karl F. Reiche «Grundzüge der Pflanzenverbreitung in Chile»
- 1935. Smith L.B. & Looser G. Las especies chilenas del género Puya. Rev. Univ. (Santiago) 20, 241—279.
- 1948. The ferns of southern Chile. Amer. Fern J. 38, 33-44
- 1955. Los helechos (Pteridófitos) de Chile central. Moliniana 1, 5-95
- 1973. El botánico chileno Eberhard Kausel. Bol. Soc. Argent. Bot. 15, 137